# Nårup
Nårup är en ort i Region Syddanmark i Danmark. Orten hade 214 invånare (2019). Den ligger i Assens kommun på ön Fyn.